# Amado Balmes
Pour les articles homonymes, voir Balmes.
Amado Balmes Alonso, né à Saragosse, Province de Saragosse le 7 novembre 1877 et mort le 16 juillet 1936, est un militaire espagnol ayant atteint le grade de général dans l'armée de terre espagnole.

## Biographie
Amado Balmes entre dans l'armée de terre espagnole en 1897 et participe quelques années plus tard à la guerre du Rif en commandant différentes unités. Au moment de la proclamation de la Seconde République, il a atteint le grade de général de brigade. En 1934, il commande l'une des colonnes qui réprime la révolution asturienne, celle qui entre par le sud, en relève du général Bosch.
Nommé gouverneur militaire de Las Palmas en février 1935, Balmes, soutien de la Seconde République, meurt le 16 juillet 1936, à la veille du début du soulèvement nationaliste, prélude à la guerre civile espagnole. Officiellement, il se tue en manipulant son pistolet lors d'un entraînement au tir. Le général Franco, en poste à Tenerife, demande et obtient l'autorisation d'assister aux obsèques de Balmes qui se tiennent le 17 juillet à Las Palmas,. Quelques heures après ces obsèques, Franco embarque sur un Dragon Rapide, rejoint le Maroc espagnol et y prend le commandement de l'armée d'Afrique qui a réussi son soulèvement.
La version officielle des causes de la mort du général Balmes est remise en question en 2011 par l'historien Ángel Viñas. Dans sa publication La conspiración del general Franco, Viñas postule que Balmes a été assassiné sur les ordres de Franco en raison de son refus de se joindre au soulèvement. Dans un ouvrage ultérieur et après une publication de l'historien Moisés Domínguez en 2015 allant dans le sens de l'hypothèse accidentelle, Viñas publie un nouvel ouvrage, El primer asesinato de Franco, dans laquelle il confirme la version de l'assassinat en s'appuyant sur plusieurs erreurs et incohérences dans l'autopsie de Balmes,.